# Steve Wozniak
Stephen Gary Wozniak, soprannominato (The) Woz o Wizard of Woz (San Jose, 11 agosto 1950), è un informatico e inventore statunitense.
È conosciuto come uno dei padri del personal computer, e quindi come uno dei fautori della rivoluzione tecnologica che ne derivò. Sebbene il suo contributo sia stato principalmente rivolto verso la realizzazione di tecnologie e la risoluzione di problemi tecnici, la sua naturale dimestichezza con l'informatica e l'elettronica e la sua propensione a focalizzare l'attenzione sulla riduzione della complessità, e conseguentemente dei costi, delle componenti elettroniche lo hanno reso una delle figure più note nel mondo dell'informatica. Furono le sue ricerche e le sue intuizioni a portare alla creazione dell'Apple I, un personal computer assemblato e pronto all'uso.

## Biografia
Nasce a San Jose, California  da una famiglia di origini inglesi, tedesche, polacche, irlandesi e svizzero-tedesche. Durante i suoi primi anni di vita Wozniak è stato ispirato dalla figura del padre Jerry, ingegnere della Lockheed Corporation, e da quella di Tom Swift, protagonista di celebri racconti fantascientifici. Dal padre ereditò la passione per l'elettronica oltre a garantirsi la supervisione del genitore su tutte le prime creazioni dell'età adolescenziale, ma fu da Tom Swift che trasse il concetto della libertà di pensiero e dell'importanza del progresso scientifico. Wozniak ama inoltre ricordare come in quegli anni i fumetti siano stati ispirazione per i suoi progetti futuri.
Seguendo gli insegnamenti di Swift, Wozniak amava impegnarsi in progetti che richiedessero un elevato sforzo intellettivo. Imparò le basi della matematica e dell'elettronica dal padre e a soli undici anni riuscì a costruire la sua prima stazione radio amatoriale, ottenendo inoltre la licenza per il suo utilizzo. A tredici anni fu eletto presidente del club di elettronica di Sunnyvale e nello stesso anno, durante l'annuale mostra di scienze, vinse un primo riconoscimento presentando una macchina per le addizioni e le sottrazioni.
Insieme a John Draper e Steve Jobs realizzò delle blue box, dispositivi in grado di emulare le frequenze delle apparecchiature telefoniche e che potevano essere utilizzate per effettuare telefonate gratis. Venne aiutato nella vendita da un giovane Steve Jobs, nonostante si trattasse di un'evidente truffa a danno delle compagnie telefoniche.

## Carriera

### Fondazione di Apple
Nel 1975 Wozniak abbandona l'University of California di Berkeley, trova lavoro alla Hewlett-Packard e nel tempo libero inizia a lavorare al progetto di un personal computer; il progetto vuole semplicemente essere un hobby, Wozniak infatti non ha alcuna ambizione commerciale. Quasi contemporaneamente inizia anche a frequentare le riunioni dell'Homebrew Computer Club a Palo Alto, un club di appassionati di elettronica e informatica che si riunivano per condividere conoscenze tecniche e per discutere delle eventuali problematiche riscontrate nello sviluppo dei rispettivi progetti.
Nel club ci va insieme a Steve Jobs, sua vecchia conoscenza. Jobs è 5 anni più giovane di Wozniak ma ha idee molto chiare. Nel 1972 aveva abbandonato gli studi al Reed College e aveva iniziato a lavorare nel settore informatico, come Wozniak. Jobs convince Wozniak a trasformare il suo hobby in un'attività commerciale, intuendo il potenziale di un prodotto simile. Per raccogliere i soldi i due vendono alcuni beni di loro proprietà quali una calcolatrice scientifica HP di Wozniak e il minivan Volkswagen di Jobs, racimolando all'incirca 1 300 dollari. Con questa cifra furono acquistate le diverse componenti che andranno a costituire il prototipo, che verrà realizzato nei locali di Hewlett-Packard, società per cui Wozniak intanto stava lavorando (e non nel garage della casa dei genitori di Steve Jobs, come fu raccontato in seguito, per mitizzare la nascita dell'azienda Apple).
Il computer era un gioiello tecnologico, notevolmente all'avanguardia anche in confronto con l'Altair 8800, un famoso computer dell'epoca. L'Altair non disponeva di unità di memorizzazione, il programma andava inserito tramite una serie di piccoli interruttori opportunamente configurati. L'output non era su video bensì visualizzato da una serie di lampeggi delle spie installate sul corpo macchina. Inoltre il computer Altair doveva essere assemblato dall'utente, restringendo quindi il mercato alle persone dotate delle nozioni tecniche necessarie. Il computer di Wozniak invece era dotato di tastiera per immettere i dati, di unità di memorizzazione, di un microprocessore da 25 dollari, di ROM per semplificare l'avvio del computer ed era venduto completamente funzionante e pronto all'utilizzo.
Jobs, intuendo il potenziale di una simile invenzione, propose a Wozniak di commercializzarla dando vita a un loro mercato. Il 1º aprile 1976 Wozniak e Jobs fondarono la Apple e chiamarono il loro primo prodotto Apple I. L'Apple I venne venduto a 666,66 $ e i primi esemplari furono acquistati da un negozio di computer locale, The Byte Shop. Per Wozniak, nonostante ormai fosse vicepresidente nonché progettista capo della società, l'azienda e il computer omonimo rimasero sempre un passatempo durante la ricerca per nuove invenzioni.
La commercializzazione dell'Apple I fece guadagnare alla società il primo milione di dollari. Wozniak si concentrò allora sul miglioramento dell'Apple I e sull'eliminazione delle problematiche riscontrate. I nuovi progetti di Wozniak aggiunsero una serie di nuove caratteristiche al computer, pur mantenendo il concetto basilare della realizzazione di un prodotto poco complesso e che garantisse quindi più praticità. Wozniak introdusse anche una migliore visualizzazione grafica, nonostante non fosse certo che gli utenti avrebbero apprezzato questa miglioria. Nel 1978 progettò un lettore di floppy disk economico e, in collaborazione con Randy Wigginton, sviluppò un primitivo sistema operativo.
Oltre che occuparsi dell'hardware, Wozniak si preoccupò anche del software, scrivendo molti dei programmi che contribuirono a rendere famose le sue creazioni. Sviluppò un interprete BASIC e un gioco di breakout (che Wozniak definisce come il gioco del Pong per una sola persona) che lo convinse a integrare l'aspetto del suono. Il primo gioco di breakout lo realizzò per l'Atari dopo essere stato contattato da Jobs che all'epoca lavorava all'interno dell'azienda; molto importante è sottolineare che il primo Breakout per Atari era sviluppato a livello hardware, ovvero inserendo il codice all'interno dei chip e degli interpreti dei comandi e come monitor era usata una TV. Inoltre sviluppò il programma e migliorò l'hardware che gestiva il floppy disk. Con i vari programmi già integrati nelle ROM l'Apple II era molto più semplice da programmare dei computer concorrenti in commercio e questo spinse molti programmatori a utilizzarlo e a sviluppare software espressamente per l'Apple II; nel 1978 nacque il foglio elettronico Visicalc sviluppato da Dan Bricklin e Bob Frankston. Nel 1980 la Apple fu quotata in borsa e ciò rese Jobs e Wozniak milionari.
Nel 1978 il prezzo dell'Apple II fu abbassato e Mitch Kapor riuscì ad acquistare un computer. Ispirato dal software Visicalc e da un colloquio con gli autori, Kapor sviluppò il programma Lotus 1-2-3 che dominò il mercato dei fogli elettronici negli anni seguenti.

### Declino in Apple
Per anni i profitti derivati dalle vendite dell'Apple II garantirono alla compagnia la tranquillità finanziaria necessaria per sviluppare nuovi prodotti. Tuttavia, il progetto Apple III non riscosse il successo sperato, e neanche il progetto Lisa portò molto denaro in cassa. Fu quindi esclusivamente grazie ai profitti dell'Apple II che il progetto Macintosh fu portato a termine. Nel febbraio 1981 Steve Wozniak ebbe un incidente con il suo aereo privato che gli causò un'amnesia temporanea. Dopo un primo periodo di instabilità riacquistò la memoria e la lucidità precedenti l'incidente, ma non la serenità.
Dopo la guarigione non riuscì più a lavorare con l'entusiasmo che lo aveva contraddistinto. Decise in quel periodo di sposarsi e di terminare gli studi all'University of California, Berkeley utilizzando talvolta il soprannome "Rocky (Raccoon) Clark". Nel 1982 si laureò in informatica e in ingegneria elettrica. Nel 1983 decise di tornare nel settore ricerca e sviluppo dell'Apple solo come ingegnere progettista dimostrando uno scarso interesse per l'attività imprenditoriale e gestionale che il suo precedente ruolo aveva richiesto. Wozniak abbandonò definitivamente la Apple il 6 febbraio 1985, nove anni dopo aver fondato l'azienda. Fondò una nuova compagnia chiamata CL 9 che si occupava dello sviluppo di telecomandi per apparecchiature domestiche.
Jobs, infuriato per tale decisione, la considerò un affronto e un fatto personale. Fece pressione sui fornitori per boicottare la sua nuova impresa e i fornitori, spaventati dalla potenza economica di Jobs, boicottarono Wozniak che dovette chiudere la società. Wozniak rimase naturalmente a sua volta molto deluso e amareggiato dal comportamento di Jobs. In seguito Jobs venne cacciato dalla Apple a causa di una lotta di potere col CEO che lo aveva messo in minoranza nel consiglio di amministrazione. Jobs decise di non arrendersi e continuò il suo progetto di computer innovativo fondando delle nuove società, come NeXT, mentre Woz decise di abbandonare gli affari e si dedicò all'insegnamento.
Dopo aver abbandonato Apple Computer, Wozniak ha fornito supporto economico e tecnico alla scuola locale di Los Gatos, scuola frequentata anche dai suoi figli. Wozniak è inoltre uno dei benefattori del San Jose Children's Museum. Nel 2001 ha fondato la Wheels Of Zeus, acronimo "WoZ", compagnia che sviluppa soluzioni wireless. Nel 2006 ha pubblicato il libro iWoz: From Computer Geek to Cult Icon: How I Invented the Personal Computer, Co-Founded Apple, and Had Fun Doing It. Nel 2018 ha fondato EFFORCE, un'azienda che sfrutta la tecnologia blockchain per accelerare gli investimenti in efficienza energetica insieme a Jacopo Visetti e Jacopo Vanetti. Il giorno del lancio pubblico della piattaforma avvenuta l'8 dicembre 2020, l'azienda ha superato la capitalizzazione di un miliardo di dollari.

## Vita privata
Si sposò nel 1976 (lo stesso anno in cui fondò la Apple insieme a Jobs) con Alice Robertson, da cui divorziò nel 1980. Nel 1981 si sposò con Candice Clark dalla quale ebbe tre figli, divorziando poi alla fine degli anni ottanta. Negli anni novanta si sposò con una dirigente della sua azienda di telecomandi, dalla quale divorziò nel 2004, e dal 2008 è sposato con Janet Hill.
Massone, è stato iniziato nel 1980 col n. 362 nella loggia Charity Lodge di Campbell, California.

## Riconoscimenti
- Steve Wozniak ricevette dal Presidente degli Stati Uniti d'America la National Medal of Technology and Innovation nel 1985.
- Nel settembre del 2000 è stato incluso nella National Inventors Hall of Fame.
- Nel maggio del 2004, grazie alla candidatura del dott. Tom Miller, ha ricevuto la laurea honoris causa dalla North Carolina State University per il suo contributo nel campo dei personal computer.

## Nella cultura di massa
- Nel 2010 Steve Wozniak apparve nel ruolo di sé stesso nella seconda puntata della quarta stagione della sitcom The Big Bang Theory.

- Wozniak è stato interpretato da Josh Gad in Jobs del 2013 e da Seth Rogen nel bio-pic Steve Jobs del 2015.